# 皮爾康奇幻節

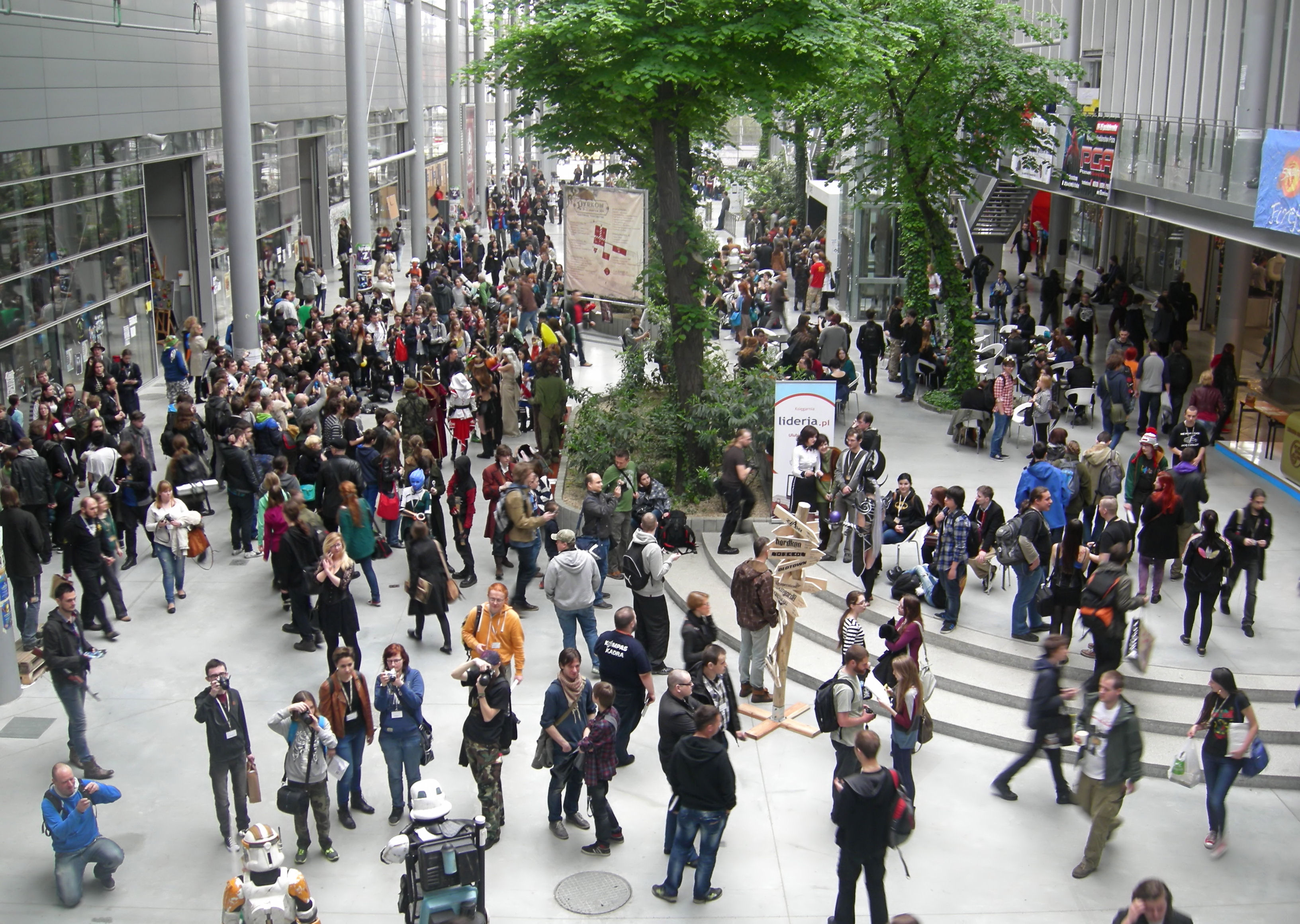
Pyrkon 2014

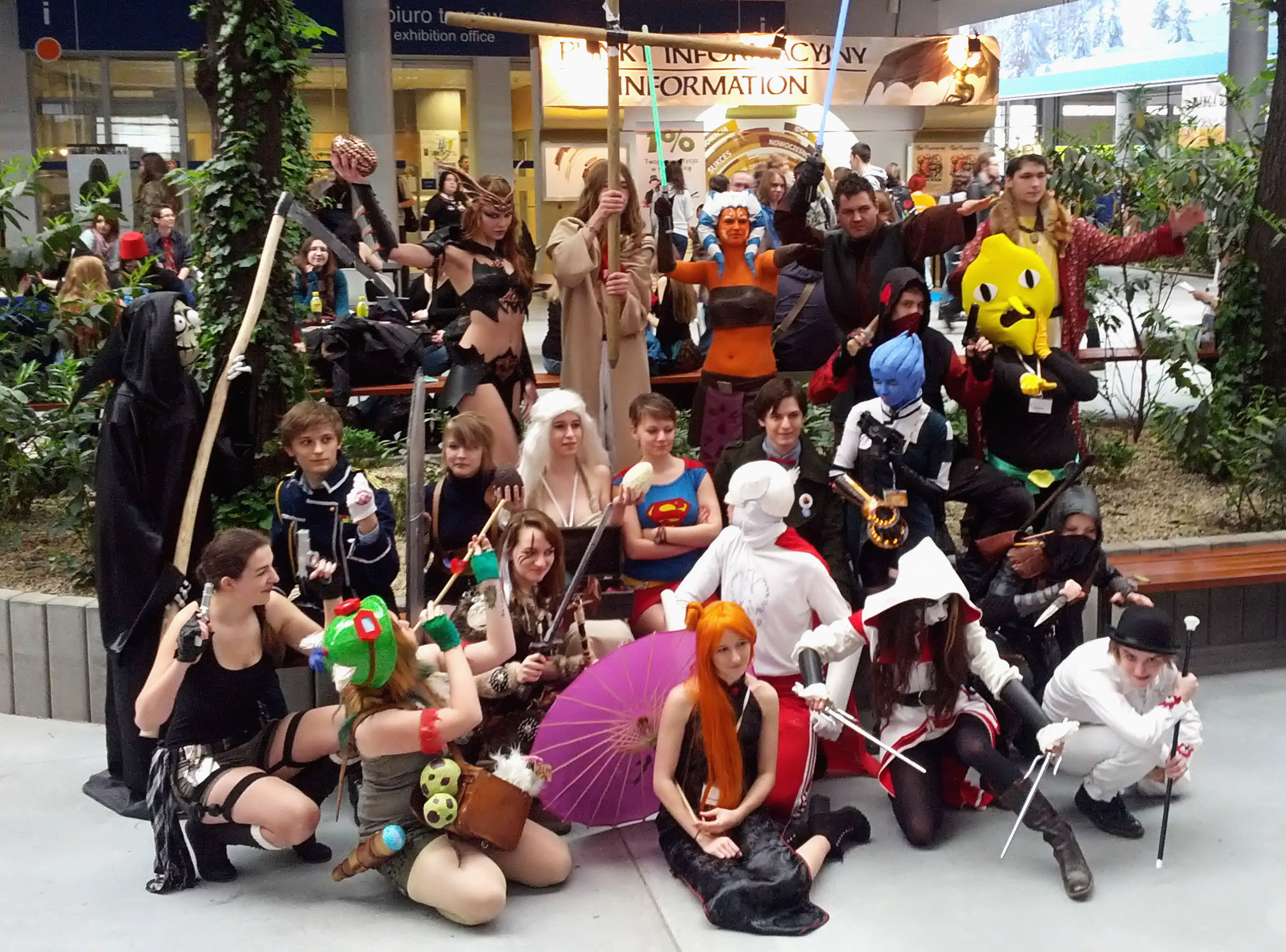
Cosplayers on Pyrkon 2014

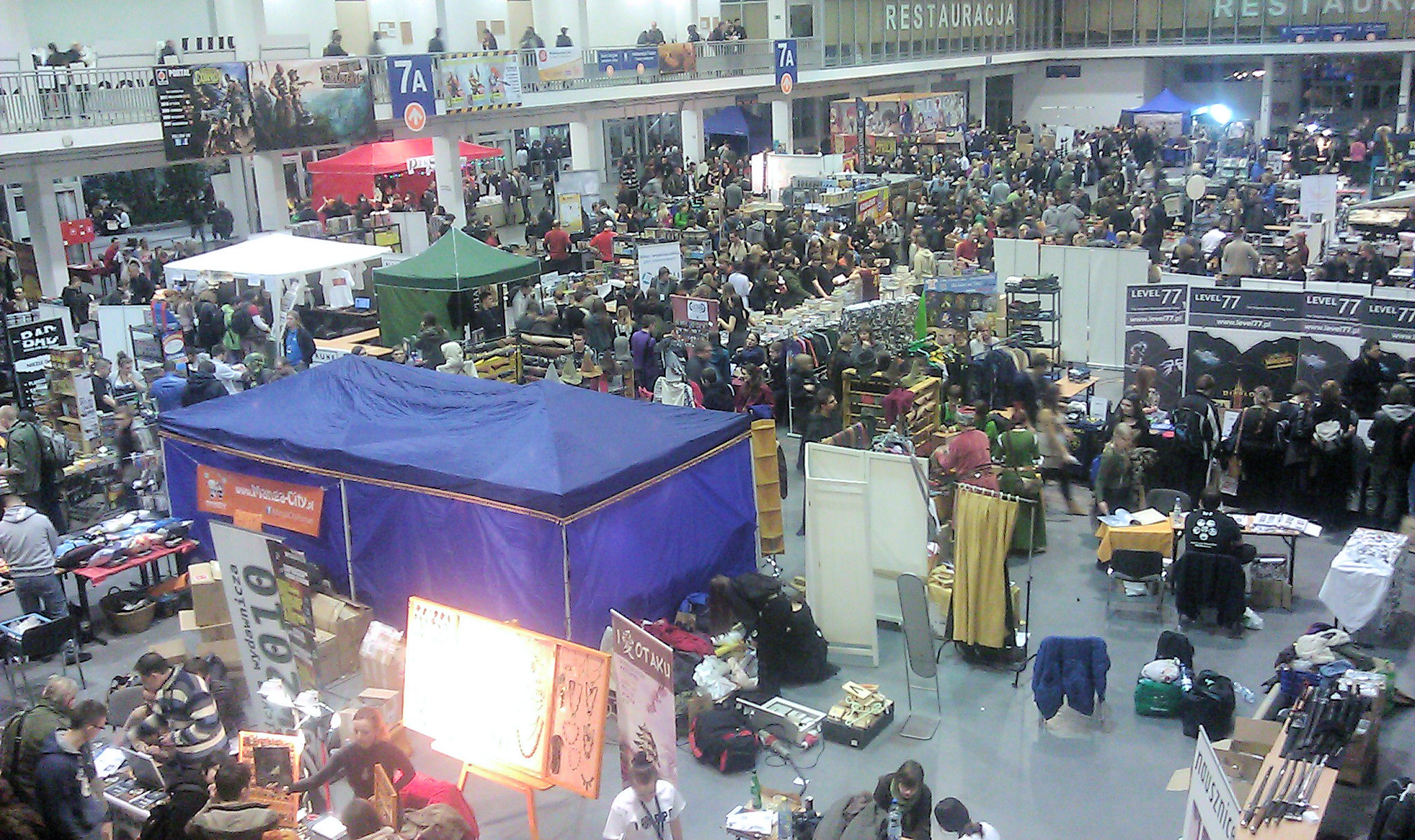
Pyrkon 2013

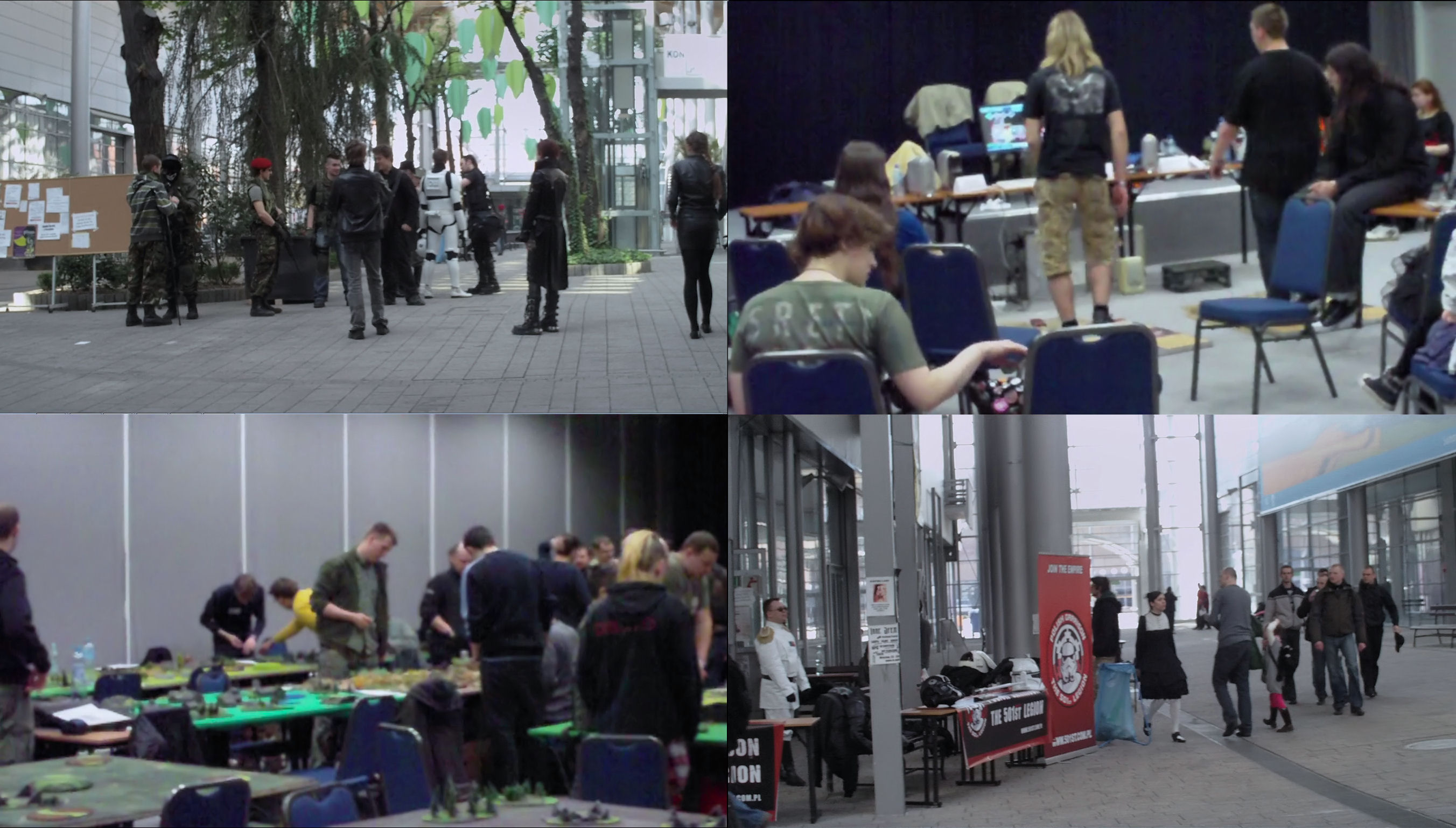
Pyrkon 2011

1999年第二世代奇幻俱樂部在波茲南舉辦了首屆的粉絲大會。這個大會在十五年間不斷壯大，最後成為波蘭最大、歐洲數一數二的皮爾康奇幻節。2010年以來，該活動參加人數已達12萬人，活動場所分布十個場館、數十個演講廳，活動內容包括角色扮演、討論平台、競賽、工作坊、展覽及表演等。對奇幻迷來說，這是一個樂園 - 超過7000平方米的珠寶，人物，遊戲，衣服，小玩意店 - 簡而言之，你可以夢想的一切。 這也是與難以置信的客人見面的唯一機會。
在過去的幾年裡，約翰威克、約翰萊曼、大衛韋伯、謝恩拉齊亨斯利、特德查、傑西克杜卡伊、歐丁奧多爾蒂、格雷厄姆馬斯特頓、雅羅斯瓦夫格茲多維茲、德米特里格魯霍夫斯基和其他許多人參觀了這個節日。該活動同時提供大型遊戲空間及電子遊戲區，粉絲及入門桌遊玩家可以當中找到遊樂器體驗區、系列競賽、展示區、獨立遊戲區和復古遊戲區。

## 外部連結
- 皮爾康奇幻節官網 （页面存档备份，存于）